# Eois numida
Eois numida là một loài bướm đêm trong họ Geometridae.